# My Name Is Jerry
My Name Is Jerry ist ein US-amerikanischer Independentfilm von Regisseur Morgan Mead aus dem Jahr 2009. Der Film wurde von Clothespin Films LLC in Zusammenarbeit mit dem Institute for Digital Entertainment and Education und dem College of Fine Arts in Muncie/Indiana produziert.

## Handlung
Jerry Arthur durchlebt gerade seine Mid-Life-Crisis. Er ist über 40, geschieden und hat mit seiner Tochter Trisha schon ein paar Jahre lang nicht mehr gesprochen. Er arbeitet als Vertreter für Milton-Hill, für die er (mit mäßigem Erfolg) von Tür zu Tür geht. Zuhause führt Jerry ein eher einsames Leben, bei dem er sich nachts von Fertiggerichten ernährt. Einladungen von seinen Kollegen, wie z. B. David, etwas zu unternehmen, lehnt er immer wieder ab. Jerry hat sich mit dem täglich gleichen Ablauf seines Lebens (und dass man ihm als Vertreter oft die Tür vor der Nase zuschlägt) abgefunden, weshalb er keine hohen Erwartungen an den Tag legt und auch kein besonders hohes Selbstwertgefühl besitzt.
Kurze Zeit später erhält Jerry wieder eine Einladung zu einer Party durch Kollegen, die er dieses Mal annimmt. Doch versehentlich klingelt er an der falschen Tür, welche von Jordan geöffnet wird. Jordan ist eine junge Punk-Rockerin, die mit ihrer cleveren und witzigen Art alles das verkörpert, was Jerry nicht ist.
Als Jerry daraufhin das Haus betritt und die Türschwelle passiert, beginnt sich etwas in ihm zu verändern (beginnend mit einem kurzen Lächeln in seinem Gesicht).
Bald findet er sich in einem Plattenladen wieder, wo er etwas über Punk-Musik lernt und neue Freundschaften zu Jungs schließt, die halb so alt sind wie er.
Er trifft Jordan in der Bar wieder, in der sie arbeitet, und zwischen beiden beginnt nach und nach eine Beziehung.
Allerdings gibt es auch Hindernisse, die einen Neuanfang für Jerry erschweren.
Als Jerrys Tochter Trisha nach dem Tod ihrer Mutter zu ihm zurückkehrt, gerät er in einen Konflikt. Denn Trisha hat sich durch die Zeit, in der sie nicht mit Jerry sprach, und durch Dinge, die ihre Mutter ihr von Jerry erzählt hat, von ihrem Vater entfremdet. Jerry bezweifelt, dass Trisha ihm die Fehler, die er in der Vergangenheit gemacht hat, verzeihen kann, und auch der „neue“ Jerry hat Schwierigkeiten, sich selbst zu verzeihen.

## Kritiken
- My Name is Jerry-Review auf The Labyrinth – A fan commentary from DelToroFilms.com[3] (englisch)